# Улица Павла Фитина
Улица Па́вла Фи́тина — улица на юго-западе Москвы в районе Ясенево Юго-Западного административного округа от проезда Карамзина.

## Происхождение названия
Проектируемый проезд № 5063 получил название улица Павла Фитина в феврале 2020 года. Улица названа в честь руководителя внешней разведки СССР (ИНО ГУГБ НКВД-НКГБ) в 1939—1946 годах генерал-лейтенанта П. М. Фитина (1907—1971).

## Описание
Улица начинается как продолжение проезда Карамзина, проходит на юго-запад до МКАД. На продолжении улицы за МКАД расположен комплекс административных зданий штаб-квартиры Службы внешней разведки России.